# Gele elfmonarch
De gele elfmonarch (Erythrocercus holochlorus) is een zangvogel uit de familie Erythrocercidae (elfmonarchen).

## Verspreiding en leefgebied
Deze soort komt voor van de kust van zuidelijk Somalië tot zuidoostelijk Kenia en noordoostelijk Tanzania.